# Radio Belgique
Radio Belgique (en francés) o Radio België (en neerlandés) fueron dos emisoras de radio transmitidas para la Bélgica ocupada por los alemanes desde Londres durante la Segunda Guerra Mundial. Contó con el apoyo del gobierno belga en el exilio y formó parte del Servicio Europeo de la BBC.

## Antecedentes
El 10 de mayo de 1940, la neutral Bélgica fue invadida por las fuerzas alemanas. Después de 18 días de lucha, el ejército belga, junto con el rey Leopoldo III, se rindió y el país quedó bajo ocupación alemana. El gobierno belga huyó, primero a Francia y luego al Reino Unido, donde formó un gobierno en el exilio en Londres. La estación de radio nacional belga, el Institut National Belge de Radiodiffusion (INR), saboteó sus transmisores y fue prohibida por los alemanes, aunque muchos de los empleados del INR siguieron al gobierno hasta Londres.

## Radio Belgique
Radio Belgique se creó el 28 de septiembre de 1940 y emitía en francés y en neerlandés. El servicio francés quedó bajo el control de Víctor de Laveleye (exministro del gobierno), mientras que Jan Moedwil quedó a cargo del servicio neerlandés. Para la radio se fundó la agencia de prensa INTERBEL, continuación de la agencia BELGA de antes de la guerra.
El 14 de enero de 1941, el exministro belga Víctor de Laveleye, conocido por inventar la campaña V de la Victoria, se convirtió en locutor de Radio Belgique y comenzó a fomentar el uso de la seña "V" en la Bélgica ocupada. De Laveleye también fue responsable de inventar uno de los lemas más notables de la estación: "Los atraparemos, a los Boches" ("Krijgen we ze wel, de moffen" en neerlandés; "On les aura, les Boches" en francés). En 1942, Charles de Gaulle pronunció un discurso en la emisora de radio, celebrando la amistad franco-belga.
Aunque prohibida por los alemanes, Radio Belgique fue escuchada por una mayoría de belgas, mucho más que las estaciones oficialmente aprobadas (como Radio Bruxelles), que transmitían propaganda alemana. El periodista y exmiembro de la resistencia Paul Lévy también trabajó en Radio Belgique.
Los programas de Radio Belgique se transmitían tanto en francés como en neerlandés. Originalmente, los programas se transmitían de 21:00 a 21:15 todas las noches en los dos idiomas pero en días alternos, aunque a partir de la primavera de 1941 se estableció que cada día se emitiría una edición matutina y un programa a la tarde en una lengua diferente. Desde marzo de 1943, la BBC transmitió programas diarios de Radio Belgique a las 19:15 en francés y a las 20:30 en neerlandés.

## Respuesta alemana
Reconociendo el efecto potencial que Radio Belgique podría tener sobre su control de la información en el país ocupado, los alemanes crearon rápidamente sus propias estaciones de radio colaboracionistas, también dirigidas a una audiencia belga, utilizando las restantes cadenas del INR, la francófona Radio Bruxelles y la neerlandesa Zender Brussel. Los alemanes introdujeron bloqueadores de radio para interrumpir la señal e hicieron ilegal escuchar Radio Belgique en diciembre de 1940.

## Radiodiffusion National Belge
Durante los últimos años de la Segunda Guerra Mundial, el gobierno belga patrocinó la creación de una nueva emisora de radio, Radiodiffusion National Belge (RNB), que transmitía desde Londres, Nueva York y más tarde desde Léopoldville, en el Congo Belga. Sin embargo, no empezó a sintonizarse en Bélgica hasta principios de septiembre de 1944, ya durante la liberación aliada, y poco después Radio Belgique cesó sus operaciones el 16 de septiembre de 1944.